# لشکرکشی‌های چوشو
اردوکشی‌های چُوشو (به ژاپنی: 長州征討 ちょうしゅうせいとう)، این به حوادثی اشاره دارد که در آن شوگون‌سالاری ادو دو بار نیروهایی را به ولایت سوئو و ولایت ناگاتو فرستاد تا خاندان چوشو را به خاطر ایجاد حادثه کینمون در کیوتو، در سال‌های ۱۸۶۴ و ۱۸۶۶ (۲۴ اوت ۱۸۶۴–۲۴ ژانویه ۱۸۶۵) مجازات کند. این واقعه همچنین با نام‌های لشکرکشی چوشو، جنگ باکوفو-چوشو یا جنگ چوشو نیز شناخته می‌شود. نتیجه پیروزی نیروهای شوگون‌سالاری بود. سه نفر از بزرگان قلمرو چوشو مجبور به انجام سپوکو شدند، چهار افسر ستاد گردن زده شدند و قلعه یاماگوچی ویران شد.
به‌طور خاص، دومین لشکرکشی چوشو، که با عزیمت شوگون چهاردهم توکوگاوا ایه‌موچی در ۱۸ ژوئیه ۱۸۶۶ آغاز شد و در ۸ اکتبر ۱۸۶۷ پایان یافت، دومین لشکرکشی چوشو نیز نامیده شد و رویدادی مهم در تاریخ سیاسی باکوماتسو بود. با این حال، وقتی از دیدگاه تاریخی از جانب چوشو نگریسته شود، برخی از این رویداد به عنوان جنگ چهار مرز یاد می‌کنند. نتیجهٔ دومین لشکرکشی چوشو پیروزی قلمرو چوشو، عقب‌نشینی نیروهای شوگون‌سالاری بود.

## نخستین اردوکشی چوشو
نخستین اردوکشی چُوشو (به ژاپنی: 第一次長州征討) یک عملیات تنبیهی ارتش شوگون‌سالاری توکوگاوا در مقابل قلمرو چوشو در تلافی حمله چُوشو در نزدیکی کاخ سلطنتی در حادثه کینمون بود.

## قلعه یاماگوچی
در اکتبر ۱۸۶۲، تصمیم گرفته شد که پایگاه از قلعه هاگی به یاماگوچی  منتقل شود و در اکتبر ۱۸۶۴، اقامتگاه جدیدی برای ارباب فئودال (یاکاتا/سیجیدو) تکمیل شد و موری یوشیچیکا به یاماگوچی نقل مکان کرد.
با این حال، در نخستین لشکرکشی چوشو که در همان سال رخ داد، شوگون‌سالاری تخریب قلعه یاماگوچی را به عنوان شرطی برای خروج نیروها پیشنهاد داد. قلمرو چوشو تسلیم این پیشنهاد شد و بخشی از قلعه را تخریب کرد و به قلعه هاگی بازگشت، اما در آوریل ۱۸۶۵، آنها دوباره به یاماگوچی بازگشتند. در دومین لشکرکشی چوشو در همان سال، این قلعه به عنوان یک پایگاه سیاسی و نظامی مورد استفاده قرار گرفت.

## دومین اردوکشی چوشو

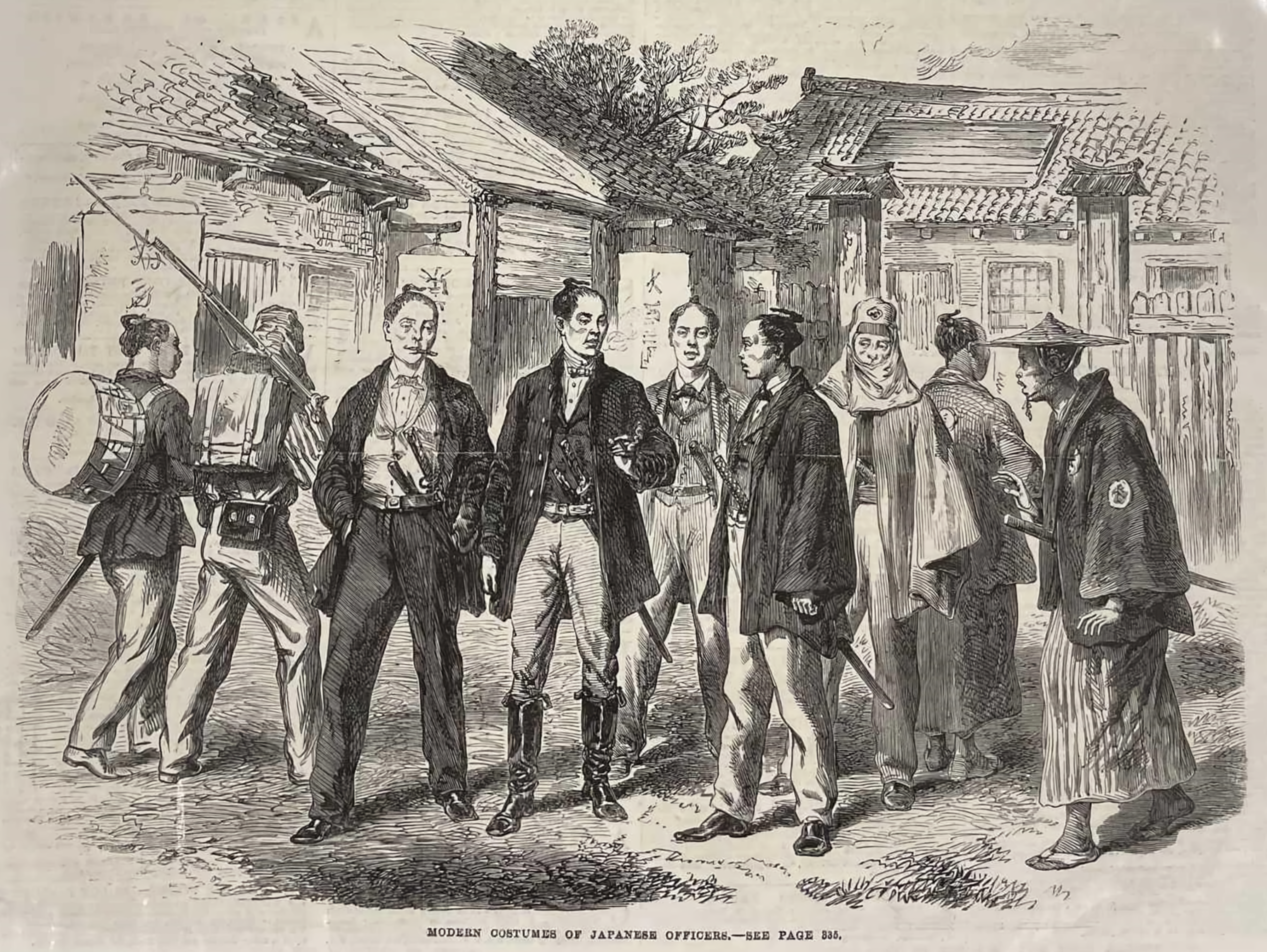
طرح‌هایی از ژاپن: لباس‌های مدرن افسران ژاپنی (ارتش شوگون‌سالاری). دو چاپ اصلی از حکاکی روی چوب. در سال ۱۸۶۶

دومین اردوکشی چوشو که با عزیمت شوگون توکوگاوا ایه‌موچی در ماه مه ۱۸۶۵ (نخستین سال کیئو (دوره)) آغاز شد و با انحلال ارتش در ۲۳ ژانویه ۱۸۶۷ (سومین سال کیئو (دوره)) پایان یافت، «دومین لشکرکشی چوشو» نیز نامیده می‌شد و رویدادی مهم در تاریخ سیاسی اواخر دوره ادو بود، اما وقتی از منظر تاریخی از دیدگاه طرف چوشو نگریسته شود، گاهی جنگ چهار مرز نامیده می‌شود.